# 9096 Tamotsu
9096 Tamotsu è un asteroide della fascia principale. Scoperto nel 1995, presenta un'orbita caratterizzata da un semiasse maggiore pari a 3,1690711 UA e da un'eccentricità di 0,0188239, inclinata di 6,85533° rispetto all'eclittica.